# Bucaspor
Bucaspor je turecký sportovní klub z izmirské čtvrti Buca. Vedle sportů jako basketbal, volejbal,atletika a jiných vyčnívá fotbal. Domácím stadionem je Buca Arena s kapacitou přes 8 600 diváků. Mezi největší rivaly patří další izmirské kluby Göztepe, Karşıyaka a Altay.